# Andrew Todd (architecte)
Pour les articles homonymes, voir Andrew Todd et Todd.
Andrew Todd est un architecte britannique, écrivain et enseignant, installé en France. Spécialiste de la construction en bois et de la conception de théâtres, il est reconnu pour son engagement écologique et ses réalisations innovantes, notamment le théâtre élisabéthain du château d’Hardelot.

## Biographie
Andrew Todd étudie la littérature anglaise à l’Université de Cambridge, puis l’architecture à l’Université de Pennsylvanie. Il s’installe à Paris, travaille chez Jean Nouvel puis fonde sa propre agence. Il se distingue par sa réflexion sur l’écologie, la matérialité et l’innovation constructive, en particulier autour du bois et des matériaux biosourcés.

## Carrière
Il conçoit le théâtre élisabéthain du château d’Hardelot, près de Boulogne-sur-Mer, inauguré en 2016. Il s’agit du seul théâtre élisabéthain en France, de forme circulaire et construit entièrement en bois, avec une enveloppe de bambou et une ventilation naturelle. Ce projet a reçu le prix du meilleur bâtiment en bois au monde en 2018 et a été salué comme un chef-d’œuvre architectural par la presse spécialisée.
Todd intervient régulièrement dans des conférences, ateliers et programmes universitaires, notamment autour de l’utilisation de matériaux biosourcés et de la transition écologique dans l’architecture.

## Engagement et pensée
Andrew Todd défend une approche responsable de la construction, privilégiant le bois et les matériaux locaux pour réduire l’empreinte carbone. Il s’exprime régulièrement dans la presse sur la place de la forêt et du vivant dans l’architecture contemporaine.

## Distinctions et hommages
En 2011, il est nommé Chevalier des Arts et des Lettres. Il rend également hommage à ses mentors, notamment l’historien de l’architecture Joseph Rykwert, dont il salue l’influence sur la compréhension de l’architecture comme fait culturel et humain.

## Publications
- The Open Circle – Peter Brook’s Theatre Environments (2003)
- Common Sense – Building a World to Share (2016)